# 박시온
박시온 (1992년 2월 10일 ~ )은 2013년 음악그룹 세이 예스 미니앨범 《느낌이 좋아》라는 노래로 데뷔한 가수이다.
급식왕&급식걸즈 에서는 PD이므로 존잘이라는 역할이다.

## 학력
- 두레자연중학교
- 신흥대학교 실용음악(재학)

## 작품
음반
- 2013년 음악그룹 세이 예스, 《느낌이 좋아》

공연
- 2013년《한류 케이팝 스타 콘서트》 (2013년 10월 26일 홍대 브이홀)
- 2014년《2014 드림 콘서트》(2014년 6월 7일 상암서울월드컵경기장)